# Bouwer
Bouwer é uma comuna da província de Córdoba, na Argentina.